# FAM57B
FAM57B‏ (Family with sequence similarity 57 member B) هوَ بروتين يُشَفر بواسطة جين FAM57B في الإنسان.